# North Baltimore
North Baltimore is een plaats (village) in de Amerikaanse staat Ohio, en valt bestuurlijk gezien onder Wood County.

## Demografie
Bij de volkstelling in 2000 werd het aantal inwoners vastgesteld op 3361.
In 2006 is het aantal inwoners door het United States Census Bureau geschat op 3326, een daling van 35 (-1.0%).

## Geografie
Volgens het United States Census Bureau beslaat de plaats een oppervlakte van
5,9 km², waarvan 5,8 km² land en 0,1 km² water. North Baltimore ligt op ongeveer 215 m boven zeeniveau.

## Plaatsen in de nabije omgeving
De onderstaande figuur toont nabijgelegen plaatsen in een straal van 12 km rond North Baltimore.